# Chefsache ESC 2025 - Wer singt für Deutschland?
La prima edizione di Chefsache ESC - Wer singt für Deutschland? si è svolta dal 14 febbraio al 1º marzo 2025 e ha selezionato il rappresentante della Germania all'Eurovision Song Contest 2025 a Basilea, in Svizzera.
I vincitori sono stati Abor & Tynna con Baller.

## Organizzazione
Il 27 maggio 2024, il consorzio radiotelevisivo pubblico ARD ha confermato la partecipazione della Germania all'Eurovision Song Contest 2025, riferendo che la responsabilità dell'organizzazione sarebbe stata affidata nuovamente alla Norddeutscher Rundfunk (NDR). Il 29 ottobre 2024, la NDR ha annunciato l'introduzione di un nuovo format come selezione nazionale, realizzato in collaborazione con l'emittente privata RTL e la casa di produzione Raab Entertainment, gestita da Stefan Raab.
Dal 31 ottobre al 28 novembre 2024, è stata data la possibilità agli artisti interessati di candidarsi tramite un sito web dedicato. A differenza degli anni precedenti, non sono stati imposti particolari requisiti di ammissione, salvo il compimento del diciottesimo anno di età e il possesso della cittadinanza europea o di un permesso di soggiorno valido almeno fino al 20 maggio 2025. Inoltre, a differenza di molte altre selezioni nazionali, i candidati hanno potuto presentare anche una cover.
La competizione è stata divisa in quattro serate: due turni preliminari e una semifinale, trasmessi da RTL, seguiti dalla finale, che è andata in onda su Das Erste. In ciascuno dei due turni preliminari hanno gareggiato dodici candidati, di cui sette si sono qualificati per la semifinale. Nella semifinale si sono sfidati quindi fino a quattordici artisti e nove di loro hanno avuto accesso alla finale. Nei turni preliminari e nella semifinale il voto è stato affidato a una giuria, mentre nella finale la giuria ha selezionato dapprima i superfinalisti in una prima fase, mentre il vincitore è stato scelto esclusivamente dal televoto.

### Giuria
La giuria è stata composta da tre membri permanenti e da quattro ospiti:
Giudici fissi
- Stefan Raab, conduttore televisivo, comico e cantante, rappresentante della Germania all'Eurovision Song Contest 2000;
- Yvonne Catterfeld, cantautrice e attrice;
- Elton, conduttore televisivo e comico.

Giudici ospiti
- Max Mutzke, cantante, rappresentante della Germania all'Eurovision Song Contest 2004;
- Johannes Oerding, cantautore;
- Max Giesinger, cantautore;
- Conchita Wurst, cantante, vincitrice dell'Eurovision Song Contest 2014;
- Nico Santos, cantante.

## Partecipanti
Una giuria di esperti composta da rappresentanti di ARD, RTL e Raab Entertainment ha dapprima condotto una selezione tra le 3 281 candidature, seguita da audizioni a porte chiuse che hanno portato alla scelta dei 24 partecipanti. La lista degli artisti in gara è stata rivelata il 4 febbraio 2025.
| Artisti      | Artisti     | Artisti          | Artisti             |
| ------------ | ----------- | ---------------- | ------------------- |
| Abor & Tynna | Adina       | Benjamin Braatz  | Cage                |
| Chase        | Cloudy June | Cosby            | Enny-Mae & Paradigm |
| Equa Tu      | Fannie      | Feuerschwanz     | From Fall to Spring |
| Jaln         | Janine      | Jonathan Henrich | Julika              |
| Leonora      | Lyza        | Moss Kena        | Nika                |
| Noah Levi    | Parallel    | The Great Leslie | Vincent Varus       |

## Quarti di finale
I quarti di finale si sono svolti in due serate, il 14 ed il 15 febbraio 2025, e hanno visto 12 partecipanti ciascuna per i 7 posti per puntata destinati alla semifinale. La divisione della semifinale è stata resa nota l'11 febbraio 2025. Durante questa fase ciascuno degli artisti partecipanti dovevano esibirsi su una cover o su un pezzo della propria discografia, con il voto della giuria di esperti che determinerà gli artisti qualificati per la semifinale.

### Primo quarto
Il primo quarto di finale si è svolto il 14 febbraio 2025 presso gli presso gli studi televisivi EMG di Hürth, presentata da Barbara Schöneberger. La giuria è stata composta da Stefan Raab, Yvonne Catterfeld, Elton e Max Mutzke.
Ad accedere alla semifinale sono stati Julika, Benjamin Braatz, Jonathan Henrich, i Feuerschwanz, Cage, i Cosby e Abor & Tynna.
| #  | Artista             | Brano (artista originale)                  |
| -- | ------------------- | ------------------------------------------ |
| 1  | Julika              | Run (Leona Lewis)                          |
| 2  | Benjamin Braatz     | Breakfast (Benjamin Braatz)                |
| 3  | Fannie              | Easy (Fannie)                              |
| 4  | Chase               | Million Years Ago (Adele)                  |
| 5  | Enny-Mae & Paradigm | Arcade (Duncan Laurence)                   |
| 6  | Jonathan Henrich    | Golden Hour (Jvke)                         |
| 7  | Feuerschwanz        | Dragostea din tei (O-Zone)                 |
| 8  | Cage                | Wrong Places (H.E.R.)                      |
| 9  | Equa Tu             | Gaga (Equa Tu)                             |
| 10 | Janine              | Can't Help Falling in Love (Elvis Presley) |
| 11 | Cosby               | Loved for Who I Am (Cosby)                 |
| 12 | Abor & Tynna        | Skyfall (Adele)                            |

### Secondo quarto
Il secondo quarto di finale si è svolto il 15 febbraio 2025 presso gli presso gli studi televisivi EMG di Hürth, presentata da Barbara Schöneberger. La giuria è stata composta da Stefan Raab, Yvonne Catterfeld, Elton e Johannes Oerding.
Ad accedere alla finale sono stati Jaln, Leonora, i From Fall to Spring, Cloudy June, Moss Kena, The Great Leslie e Lyza.
| #  | Artista             | Brano (artista originale)                      |
| -- | ------------------- | ---------------------------------------------- |
| 1  | Adina               | In the Air Tonight (Adina)                     |
| 2  | Jaln                | Lose Control (Teddy Swims)                     |
| 3  | Leonora             | Good Day (Leonora)                             |
| 4  | Ni-ka               | The Way You Make Me Feel (Michael Jackson)     |
| 5  | From Fall to Spring | Control (From Fall to Spring)                  |
| 6  | Noah Levi           | There's Nothing Holdin' Me Back (Shawn Mendes) |
| 7  | Cloudy June         | Sad Girl Era (Cloudy June)                     |
| 8  | Parallel            | Noi (Parallel)                                 |
| 9  | Moss Kena           | Die with a Smile (Lady Gaga e Bruno Mars)      |
| 10 | Vincent Varus       | Coffee (Vincent Varus)                         |
| 11 | The Great Leslie    | Fix You (Coldplay)                             |
| 12 | Lyza                | Voilà (Barbara Pravi)                          |

## Semifinale
La semifinale si è svolta il 22 febbraio 2025 presso gli presso gli studi televisivi EMG di Hürth, presentata da Barbara Schöneberger. La giuria era composta da Stefan Raab, Yvonne Catterfeld, Elton e Max Giesinger.
A differenza dei quarti di finale, dove i partecipanti si sono esibiti con cover o brani della loro discografia, nella semifinale ogni artista si è esibito con il brano con cui hanno intenzione di partecipare all'Eurovision Song Contest.
Ad accedere alla finale sono stati i Feuerschwanz, Benjamin Braatz, i Cosby, Abor & Tynna, Leonora, Julika, Lyza, Moss Kena e The Great Leslie.
| #  | Artista             | Brano                               | Lingua           | Compositori                                                                                 |
| -- | ------------------- | ----------------------------------- | ---------------- | ------------------------------------------------------------------------------------------- |
| 1  | Feuerschwanz        | Knightclub                          | Inglese, tedesco | Ben Metzner, Dag-Alexis Kopplin, Hans Platz, Peter Henrici                                  |
| 2  | Benjamin Braatz     | Like You Love Me                    | Inglese          | Benjamin Braatz                                                                             |
| 3  | Cloudy June         | If Jesus Saw What We Did Last Night | Inglese          | Amanda Cy, Claudi Terry Verdecia, Maarten Paul                                              |
| 4  | Cosby               | I'm Still Here                      | Inglese          | Kilian Reischl, Marie Kobylka, Robin Karow                                                  |
| 5  | Jaln                | Weg von dir                         | Tedesco          | Worthington Jalen Davis                                                                     |
| 6  | From Fall to Spring | Take the Pain Away                  | Inglese          | Benedikt Veith, León Arend, Lukas Wilhelm, Philip Wilhelm, Sebastian Monzel, Simon Triem    |
| 7  | Jonathan Henrich    | Golden Child                        | Inglese          | Jonathan Henrich                                                                            |
| 8  | Abor & Tynna        | Baller                              | Tedesco          | Alexander Hauer, Attila Bornemisza, Tünde Bornemisza                                        |
| 9  | Leonora             | This Bliss                          | Inglese          | Leonora Margarethe Huth                                                                     |
| 10 | Julika              | Empress                             | Inglese          | Julika Lüer                                                                                 |
| 11 | Lyza                | Lovers on Mars                      | Inglese          | Anderz Wrethov, Julie Aagaard, Thomas Stengaard, Vasilisa Subotic                           |
| 12 | Moss Kena           | Nothing Can Stop Love               | Inglese          | Hitimpulse, Martin Gallop, Matthew Thomas Paul Holmes, Philip Anthony Leigh, Thomas McKenna |
| 13 | The Great Leslie    | These Days                          | Inglese          | Alfie Pawsey, Freddie Miles, Oliver Trevers, Ryan Lavender                                  |
| 14 | Cage                | Golden Hour                         | Inglese          | Karolin Gärtner, Orkun Akcil                                                                |

## Finale
La finale si è svolta il 1º marzo 2025 presso gli presso gli studi televisivi EMG di Hürth, presentata da Barbara Schöneberger. La giuria era composta da Stefan Raab, Yvonne Catterfeld, Conchita Wurst e Nico Santos.
La finale è stata suddivisa in due parti: nella prima parte, dopo che i nove finalisti si sono esibiti con il loro pezzo eurovisivo e una cover a loro scelta, il voto della giuria ha determinato i cinque artisti qualificati alla superfinale, ove il solo voto del pubblico ha scelto il vincitore.
| # | Artista          | Cover (artista originale)                     | Brano                 |
| - | ---------------- | --------------------------------------------- | --------------------- |
| 1 | The Great Leslie | Waterloo (ABBA)                               | These Days            |
| 2 | Benjamin Braatz  | Angels (Robbie Williams)                      | Like You Love Me      |
| 3 | Leonora          | Houdini (Dua Lipa)                            | This Bliss            |
| 4 | Feuerschwanz     | I See Fire (Ed Sheeran)                       | Knightclub            |
| 5 | Moss Kena        | Levitating (Dua Lipa)                         | Nothing Can Stop Love |
| 6 | Abor & Tynna     | Bang Bang (Nancy Sinatra)                     | Baller                |
| 7 | Cosby            | I Wanna Dance with Somebody (Whitney Houston) | I'm Still Here        |
| 8 | Lyza             | Creep (Radiohead)                             | Lovers on Mars        |
| 9 | Julika           | Euphoria (Loreen)                             | Empress               |

### Superfinale
| # | Artista          | Brano                 | Televoto | Televoto | Televoto | Televoto | Televoto | Posizione |
| # | Artista          | Brano                 | Telefono | SMS      | Online   | Totale   | Totale   | Posizione |
| - | ---------------- | --------------------- | -------- | -------- | -------- | -------- | -------- | --------- |
| 1 | The Great Leslie | These Days            | 18 962   | 10 058   | 816      | 29 836   | 4,4%     | 5         |
| 2 | Leonora          | This Bliss            | 31 130   | 14 230   | 715      | 46 075   | 7,0%     | 4         |
| 3 | Moss Kena        | Nothing Can Stop Love | 110 071  | 37 821   | 1 847    | 149 739  | 22,6%    | 3         |
| 4 | Abor & Tynna     | Baller                | 142 656  | 82 688   | 6 302    | 231 646  | 34,9%    | 1         |
| 5 | Lyza             | Lovers on Mars        | 150 758  | 52 848   | 2 486    | 206 092  | 31,1%    | 2         |

## Ascolti
| Puntata                | Messa in onda    | Telespettatori | Share | Note   |
| ---------------------- | ---------------- | -------------- | ----- | ------ |
| Quarti di finale (RTL) | 14 febbraio 2025 | 2 140 000      | 9,2%  | [ 15 ] |
| Quarti di finale (RTL) | 15 febbraio 2025 | 1 790 000      | 7,7%  | [ 16 ] |
| Semifinale (RTL)       | 22 febbraio 2025 | 1 810 000      | 8,5%  | [ 17 ] |
| Media                  | Media            | 1 913 000      | 8,5%  |        |
| Finale (Das Erste)     | 1º marzo 2025    | 3 550 000      | 16,7% | [ 18 ] |